# Туймат
Туйма́т (рос. Туймат) — присілок у складі Увинського району Удмуртії, Росія.

## Населення
Населення — 1 особа (2010; 21 в 2002).
Національний склад станом на 2002 рік:
- удмурти — 100 %

## Урбаноніми[3]
- вулиці — Центральна